# Rou Gong Quan
A Zsou Kung Csüan (柔功拳, Rou Gong Quan) egy kínai harcművészeti stílus, a Zsou Csüan (柔拳, Rou Quan) egyik formája, melyet a csan (kínai: 禪, amely a 禪那, pinjin: chánnà rövidítése)  hívői közösség szerzetesek irányítása mellett fejlesztett és gyakorolt a Qing korai időszakában (1644–1912; kínaiul: 清朝, pinjin: Qīng cháo;). Alapja a saolin Zsou Kung (柔功, Rou Gong) módszerek által kialakított képességek. Megnevezésében a Zsou (柔, Rou) lágyat, rugalmast, befogadót, továbbadót jelent, amelyhez a körkörösség tartozik. A Kung (功, Gong) pedig a munkát jelöli a kínai nyelvben, mely kifejezés is „belső” kitartó művelésére utal, de a kínai nyelvben a keményet is jelenti. A Csüan (拳, Quan) jelentése "ököl", átvitt értelemben harcmodor, stílus. A Zsou Kung Csüan (柔功拳, Rou Gong Quan) magyar kifejezéssel fordítható "Hajlékony Munka Stílusának", vagy – "Rugalmas Erő Öklének" is.
Magas szintű szerzetesi stílus, így a Csan buddhista szemlélet meghatározó: nem konfrontatív, elsősorban önvédelmi alkalmazásokat tartalmaz: célja a másik megsemmisítése helyett a támadások elvezetése. A Zsou Kung Csüan (柔功拳, Rou Gong Quan) kungfustílus autentikussága belső gyakorlatai során kialakult képességek alkalmazásában és gyakorlási módszereiben lelhető fel. Körkörös technikái a kirobbanó erő kifejtésére képesek. Nagy hangsúlyt helyez a Fá Csin (發勁, Fa Jin) kimunkálására, elmozdítva ezzel a gyakorlás fókuszát a Pao Fa Li (爆發力, Bao Fa Li) -ről a Csin (勁, Jin) alkalmazásának irányába. A test spirális mozgása hatékonyabb energiakeringést biztosít, amelyek a körök mentén születő rövid Tuan Ta (短打, Duan Da) technikákban válnak kiemelkedően hatékonnyá. Legfontosabb technikai jellemzője „a lágyság és keménység együttes alkalmazása”: e két jelleg kiegészíti egymást a lassabb körkörös-, és a gyors egyenes vonalú mozdulatokban. A végpontok kemények, mely az ízületek védelme mellett az összegyűjtött, mozgósított energia átadását eredményezi. Élénk és közép-mély állást kíván más saolin-i stílusokkal szemben. Gyakorlása befolyásolja energiarendszert, megnyugtatja és regenerálja szervezetet, könnyen beindulnak az öngyógyító képességek.
"Csodálatos technikák közepette csodálatos technikák születnek, 
csoládatos képesség csodálatos képességek megmutatására képes" 
Miao Fa Csung Seng Miao Fa Csi Kung Kung Sang Jian Csi Kung (
妙法法中生妙法 奇功功上见奇功 , Miàofǎ fǎ zhōng shēng miàofǎ qí gōng gōng shàng jiàn qí gōng) Hszing Jin szerzetes (杏隐禅师, Xing Yin)

## Keletkezés
A legenda szerint Mui Fa San Yang (Mui Fa Szan Jang) szerzetes látomása alapján keletkezett a Tang-dinasztia (618–907) korai éveiben. A szerzetes egy napon a gyakorlásról elmélkedett, elképzelve e körkörös mozdulatait. Látomása, a nyújtózó, csavarodó sárkány inspirálta gyakorlásaiban, majd a technikákat rendfőnöke Ding Yang fejlesztette. Történelmi feljegyzések alapján azonban Zsou Csüan (柔拳, Rou Quan) technikái és formái Hui Ke (慧可, Hui Ke (487-593)) testgyakorlatai mentén alakultak ki. A körkörös-, Nej Kung (内功, Nei Gong) épülő Zsou Csüan (柔拳, Rou Quan) alapjait Mestere, Bódhidharma (菩提达摩, Bodhidharma (?-535)) ma is ismert gyakorlatai a Csi Jin Csing (易筋经, Ji Yin Jing), Szi Szui Csing (洗髓经, Xi Sui Jing), valamint szerzetes társa Seng Csu (僧稠, Shengchou (?-560)) két rövid formája (36/36) nyújtotta. Célja a test átmozgatása-, állapotának fenntartása és a belső energia keringetése. Az alapvető önvédelmi technikáiban a buddhista attitűd érvényesül: a támadások elvezetésével, az energiák megfordításával-, így a „puha erő” alkalmazásával a szerzetesek is azonosulni tudtak. Történelmi kutatások alapján feltételezhető, hogy a Zsou Csüan (柔拳, Rou Quan) ma ismert és gyakorolt formája a Qing Dinasztia (1644–1912; kínaiul: 清朝, pinjin: Qīng cháo;) éveiben keletkezett. Ez alapján alakult ki a hívői körben gyakorolt Zsou Kung Csüan (柔功拳, Rou Gong Quan), amely egyenes vonalú keményebb és gyors mozdulatokon alapuló technikákkal egészítette ki Hui Ke művészetét. Míg a Zsou Kung Csüan (柔功拳, Rou Gong Quan) a köznép harcművészete volt, addig ez alapján a kolostori stílus / változat a Csan Kung Zsou Csüan (禅功柔拳, Chan Gong Rou Quan) lett. Az elvekben nincs különbség, technikai szempontból pedig igen jelentős átfedések láthatók.

## Osztályozás
A Ming Dinasztia előtti időkben a stílusokat csak a „családfa” tartotta egybe, az írástudatlanság miatt a dokumentáltság nem volt pontos. A stílusok fejlődése újfajta osztályozást alakított ki. A legszűkebb „osztály” a Csia (家, Jia) azaz „Család”, amely valódi családokat kapcsol(t) egymáshoz. Ennél tágabb osztály a Páj (派, Pai), mely jelentése „Szekta”, azaz nagyobb közösség, melyet azonos elvek és technikák mentén, eltérő családból származó mesterek iskolái alkotnak. A legnagyobb az „irányzat” amely alapelveket és alaptechnikákat rendez össze: ezt a Men (门, Men) szócskával illetik, szó szerint fordítása „Kapu”. A stílus kutatása során fellelhető a "Rou Gong Men" kifejezés is, mely megjelenése Jin Csen (胤禛, Yin Zhen) uralkodásának időszakában, 1678–1735 második felében lehetett használatban. E kifejezés egyértelműen jelzi a Zsou Kung (柔功, Rou Gong) módszerek és gyakorlatok fontosságát. A Shongshan Shaolin Kolostor 1980-as megújításával a Henan Tartományi Buddhista Szövetség-, a Kínai Buddhista Szövetség a Kínai Kormány támogatásával a Kolostor egykori értékeit kezdte visszaállítani. 1987-től a Kolostor Főapátja Shi YongXin vezetésével a kolostori stílusokat újra rangsorolták, így az autentikus Zsou Kung Csüan (柔功拳, Rou Gong Quan) megújított változata Csan Kung Zsou Csüan (禅功柔拳, Chan Gong Rou Quan) néven kerül ismét a kolostori stílusok közé.
- származása: Saolin kolostor (Shàolínsì; 少林寺)
- keletkezésének időszaka: Tang-dinasztia (唐朝, Táng Cháo), 600-700-as évek fordulóján
- besorolása: (észak) déli, átmeneti stílus
- alapítója: Hui Ke (慧可, Hui Ke (487-593)) nyomán Ting Jang (Ding Yang)
- fejlődése: 700 ~ 1700, Kolostoron belül, majd ~ 1723-tól a Dél-Kínai Kolostor pusztulása után kívül is – a hívők körében

## AZsou Kung(柔功,Rou Gong)alapok ésZsou Csüan(柔拳,Rou Quan)technikák
A Zsou Kung (柔功, Rou Gong) testi és belső-, mentális képességeket kialakító módszerek és gyakorlatok megnevezése. Gyakorlatai jelentik a kínai csan harcművészet "kung" -jait, azaz képességeit. Módszereivel alakítható ki az erőderék, a lágy-kemény mozgások dinamikája, a Fa Csin (發勁, Fa Jin) alkalmazása. Olyan alapgyakorlatok tartoznak a Zsou Kung (柔功, Rou Gong) fogalmába, mint a "körelmélet" kialakító Csan Jüan Kung (禅圆功, Chan Yuan Gong), a "helyes lépéseket és irányokat" elmélyítő Liu He Kung (六合功, Liu He Gong) stb... Lazító-nyújtó-, illetve csikung (气功, Qi Gong) gyakorlataival a kemény test lazává vált, koncentráció megerősödött, így különböző (harcművészeti) képességek kialakítása vált lehetővé. Zsou Kung (柔功, Rou Gong) mint megnevezés értelmezése a "lazaság elérését célzó-, vagy lágysággal végzett gyakorlat", mely a harcművészeti gyakorlás jellegét is jelöli: a laza test képesek kiemelkedően keményé válni, létrehozva ezzel a két véglet összhangját (ld: Kang Zsou Fá (刚柔法, Gang Rou Fa)). Ez az állapot radikálisan változtatja meg a technikai hatékonyságot is. A harcművészetek fejlődésének hosszú történelmében számos ismert stílus merített a Zsou Kung (柔功, Rou Gong) szemléletéből és módszereiből.

### Gyakorlatok és aKung(功,Gong), azaz képességek
A Zsou Kung (柔功, Rou Gong) alapvetően buddhista célok elérését szolgálja: lecsendesített tudat és testtel való érzékelés, amelyen keresztül létrehozható a legtermészetesebb, legfinomabb kapcsolat két ember vagy az ember és környezete közt. Kung (功, Gong) nélkül nincsen megfelelő technika (azaz Csüan (拳, Quan)). Kung (功, Gong) a helyes állás, a helyes légzés, a közép megtartása, a helyes lépés stb... azaz alapok, szemlélődő művészet, amely mögött kényelmes és kellemes értékek vannak. A test határait dönti le, felszabadítva a tudatot. Ha nincs jó Kung (功, Gong), nem létezik megfelelő Csüan (拳, Quan). A Zsou Kung Csüan (柔功拳, Rou Gong Quan) alapvető lényege a lágyság és a rugalmasság megszerzése fenntartása, valamint a belső energia áramlásának képessége. A belső módszerek és e külső-, egyszerű alaptechnikák összekapcsolása révén-, a Kang Zsou Fá (刚柔法, Gang Rou Fa) és Fa Csin (發勁, Fa Jin) képességek mentén átmenet a kemény és lágy irányzatok közt. Ezért az egyenes, szűken körkörös alkalmazását lassú-gyors egymásba forduló dinamika jellemzi.
A Zsou Kung (柔功, Rou Gong) jelenlegi, hivatalos templomi gyakorlatai:
- Pa Tuan Csin (八段锦, Ba Duan Jin)
- Csan Jüan Kung (禅圆功, Chan Yuan Gong)
- Liu He Kung (六合功, Liu He Gong)
- Luo Han Si Pa Si (羅漢十三式, Luo Han Shi San Shi)
- Fong Paj Liu Kung (风摆柳功, Feng Bai Liu Gong)
- Csing Kang Csüan (金刚拳, Jing Gang Quan)
- Ji Csi Csin (一指金, Yi Zhi Jin)
- Ji Csin Csing (易筋经, Yi Jin Jing)
- Pá Mej Ti Ji Tuan Kung (八门第一段功, Ba Mei Di Yi Duan Gong)
- Saolin Zsou Kung Szan Si Ji Si (少林气功秘集》(释德虔等编）: 少林柔功三十一式, Shao Lin Rou Gong San Shi Yi Shi)

A Mesterek az alábbi három gyakorlatsort tartják a Zsou Kung Csüan (柔功拳, Rou Gong Quan) alapgyakorlatának:
- Csan Jüan Kung (禅圆功, Chan Yuan Gong)

E csikung (气功, Qi Gong) gyakorlat a körkörös alapmozgást tanítja és mélyíti el. A Zsou Kung Csüan (柔功拳, Rou Gong Quan) "körelméletét" adja. Az első-, belső gyakorlatsor, melyen minden védés és támadás Csüan (拳, Quan) végighalad. Csan Jüan (禅圆, Chan Yuan) kifejezés az egymásból születő technikákra és az energia spirális mozgására utal. A Zsou Kung Csüan (柔功拳, Rou Gong Quan) körkörös védései és egyenes ütések egyidejűsége, a horizontális-vertikális kapcsolódása e gyakorlatsorban érthető meg. 
- Liu He Kung (六合功, Liu He Gong)

Második alapforma, mely csikung (气功, Qi Gong) gyakorlatsor a mozgás alapú fogalmakat mélyíti el: "forgás", "lesüllyedés", "fókusz". A Zsou Kung Csüan (柔功拳, Rou Gong Quan) hatékonyságához e gyakorlat valódi megértése és rendszeres gyakorlása szükséges. Mai napig változatlan formában része a Csan Csi Jian -nak (产气健, Chan Qi Jian). Gyakorlása során az alap "macska-járás" azaz Miao Hszing (猫行, Miao Xing) alkalmazandó. A Három Külső Harmónia Vaj Szan He (外三合, Wai San He) (csípő – váll, térd – könyök, láb(fej) – kéz) a pontos és hatékony testkoordináció feltétele: a test egységét, egységben történő mozgást nyújtja. A Három Belső Harmónia Nej Szan He (內三合, Nei San He) az akarat-szándék, szándék-Qi, Qi-teljesítmény hármasát jelenti. Hat testtartása egy-egy szerv vegetatív funkciójával van közvetlen kapcsolatban.
A Szemek a Tudattal haladnak,

A Tudat a Qi-vel halad,

A Qi a testtel együtt áramlik,

A test mozgása a kezekkel együtt történik,

A kezek a lábakkal együtt mozognak,
 
A lábak a Csípőt mozdítják.
- Luo Han Si Pa Si (羅漢十三式, Luo Han Shi San Shi)

### Csüan(拳,Quan), azaz technikák
A Zsou Kung Csüan (柔功拳, Rou Gong Quan) technikai repertoárját Hui Ke (慧可, Hui Ke (487-593)) Nej Kung (内功, Nei Gong) épülő Zsou Csüan (柔拳, Rou Quan) művészete nyújtja. Formák és kombinációk kiemelt hatékonyságát a Zsou Kung (柔功, Rou Gong) gyakorlása során kialakított képességek adják. A stílus megnevezése a Zsou Kung (柔功, Rou Gong) mint a "belső" kimunkálására való törekvés-, és a Zsou Csüan (柔拳, Rou Quan) mint a "külső" forma összekapcsolásából keletkezett.
Az elvezetések és kis távolságú, nagy erejű ütések a helyes mozgás mentén a Kua (胯, Kua) csavarásával (nyitásukkal és zárásukkal) hozhatók létre. A láb a csípőn keresztül a Kua (胯, Kua) segítségével adja át az energiát a törzsnek, a gerincen felfelé pedig a váll és könyök vezeti ki. Ez volt az eredeti Tong Bi (通臂, Tong Bi), azaz "keresztül a karon" használatának módszere is. A kirobbanó erő csak a Kua (胯, Kua) tudatos használatával hozható létre. A Zsou Kung Csüan (柔功拳, Rou Gong Quan) elvezetései a támadás energiáját is képesek körkörösen visszafordítani, így a test határozott körön, a közép megtartásával mozdul. Valójában ez jelenti a lágy (belső) és kemény (külső) együttes alkalmazását. Alapgyakorlatainak külső alkalmazásai:
- Csan Jüan Kung (禅圆功, Chan Yuan Gong) – Csan Jüan Csüan (禅圆拳, Chan Yuan Quan)

Elsősorban a védő és erő-elvezető technikák alkalmazása gyakorolható. 
- Liu He Kung (六合功, Liu He Gong) – Liu He Csüan (六合拳, Liu He Quan)

A lépések és haladás, valamint az egyenes vonalú támadások relaxált gyakorlását teszi lehetővé. 
- Luo Han Si Pa Si (羅漢十三式, Luo Han Shi San Shi) – Zsou Kung Si Pá Tui Csang (十八推掌, Rou Gong Shi Ba Tui Zhang)

Alapkombinációk, küzdelmekben is használható technikák lassú gyakorlása.

## Felépítése és gyakorlás
A Zsou Kung Csüan (柔功拳, Rou Gong Quan) különlegessége, hogy nincs meghatározott formagyakorlat. Nem egy sor mozgást jelent, hanem a készségek-, és azok alapelveinek megjelenését a mozgásban. Gyakorlása a természetes reflexek hangsúlyozásával az ösztön-, szándék és a hatékony koordináció mentén valósul meg. Csan szerzetesek által kidolgozott "alkalmazkodás művészete" mely nem csak a külső-, formai világban történik, hanem a belsőben is. Az alaptechnikák a dinamika-, lágy-kemény változása mentén egyedi megjelenésű kombinációkat alkotnak.
12 lépcsőből álló tematika Cseng Kui Hszün Liàn De Si Er Jí (正规训练的十二级, Zheng Gui Xun Lian De Shi Er Ji), a helyes gyakorlás 12 szintje:
- 1-3 A gyakorlás a Zsou Kung (柔功, Rou Gong) alapokkal kezdődik. A három belső gyakorlat megismerése és gyakorlása jelöli ki az irányt. A Csi Kung (气功, csikung) gyakorlatok és módszerek mellett a Zsou Csüan (柔拳, Rou Quan) alaptechnikák és azok kombinációi adják a külső formákat. Ji Pen Shou Fá (基本手法, Ji Ben Shou Fa), Ji Pen Pu Fá (基本步法, Ji Ben Bu Fa), Ji Pen Tui Fá (基本腿法, Ji Ben Tui Fa), Csüan Tao (拳套, Quan Tao). Az alapok megértése Három Pilléren nyugszik: rendszeres meditáció Tzuo Csan (坐禅, Zuo Chan) – elmélyülés, álló gyakorlatok azaz Csan Csuang (站桩, Zhan Zhuang) és az erő kimunkálása Fa Li (发力, Fa Li).
- 4-6 szakaszban a hangsúly az egyszerű kombinációk körkörösségének-, és az egyenes vonalú technikák összhangján nyugszik. Ennek gyakorlása rövid gyakorlatok mentén történik, ahol a rugalmasság és az erő együtt van jelen. A körkörösség a Csan Jüan Kung (禅圆功, Chan Yuan Gong) alapján az Oroszlángolyó gyakorlatokban Zsou Kung Si Tyiu Csi Kung (柔功狮球气功, Rou Gong Shi Jiu Qi Gong) mélyül el.
- 7-9 A rövid és gyors kézkombinációkra-, a Kang Zsou Fá (刚柔法, Gang Rou Fa) és Fa Csin (發勁, Fa Jin) alkalmazására épül. A rövid gyakorlatok a rugalmas elvezetésekre koncentrálnak melyek az alaptechnikák kifinomult tanulásának időszaka. A Lágy és Kemény, a Yin és Yang összhangja, a változás hatásának megfigyelése, a küzdelmi alkalmazás ennek az időszaknak a lényege. E szakasz Három Pillére: forma/taktika azaz Csao Fa (招法, Zhao Fa), alkalmazások Jün Jong (运用, Yun Yong) és gyakorlatok / rutin.
- 10-12 A magas szintű gyakorlás időszaka, ahol a fegyveres formákban a fegyvert erőként-, a testet pedig lágyságként értelmezi. Itt a csere vagy változás szempillantás alatt végbemegy. Yang -ból születő Yin és Yin -ben megcsillanó Yang állapota az Örökös Változás, a kiszámíthatatlan energia. Az erő és a lágyság hatásos kombinációjából végül megszületik a stílusra jellemző rugalmas változékonyság.

## Lásd még
- Autentikus kínai harcművészet